# Oleksandra Tymosjenko
Oleksandra Tymosjenko född den 18 februari 1972 i Kiev, Ukrainska SSR, Sovjetunionen, är en sovjetisk gymnast.
Hon tog OS-brons i rytmisk gymnastik i samband med de olympiska gymnastiktävlingarna 1988 i Seoul och OS-guld i samma gren i samband med de olympiska gymnastiktävlingarna 1992 i Barcelona.